# Simion Pop
Simion Pop, né le 25 septembre 1930 dans le Maramureș, royaume de Roumanie, et décédé le 12 mai 2008 à Pécs en Hongrie, est un écrivain, journaliste et diplomate roumain, ancien ambassadeur de Roumanie en Hongrie dans la période 1990-1992.

## Biographie
Simion Pop a été rédacteur pour la Société roumaine de radiodiffusion (en roumain : Societatea Română de Radiodifuziune), vice-président de l'Union des écrivains de Roumanie (roumain : Uniunea Scriitorilor din România), rédacteur en chef du magazine România pitorească et des publications pour le tourisme à l'étranger.
Il a publié des centaines d'articles dans des magazines et des journaux roumains et étrangers, ainsi qu'une trentaine de volumes de prose, de voyages et de poèmes, dont : Paralela 45, Nord, Amfitrion, Triunghiul, Criza de timp, Pieton în Cuba, Cartea Chinei, Amfora sabină, Student la istorie, Luptătorul fericit și iubirea lui pătimașă, Bestiariu, Fotograful de îngeri, Excelența Sa, Nomad în Mezoamerica, Sinele-Câinele.

## Décoration
Il a été décoré de l'Ordre du mérite culturel troisième classe, le 20 avril 1971 « pour mérites particuliers dans l'œuvre de construction du socialisme, à l'occasion du 50e anniversaire de la création du Parti communiste roumain ».